# Gier
Gier – rzeka we Francji, przepływająca przez tereny departamentów Loara oraz Rodan, o długości 40,3 km. Stanowi prawy dopływ rzeki Rodanu.